# Ludwig von Erlichshausen
Ludwig von Erlichshausen (zm. 4 kwietnia 1467) – 31. wielki mistrz zakonu krzyżackiego w latach 1450–1467.

## Życiorys
Ludwig von Erlichshausen był bratankiem wielkiego mistrza Konrada von Erlichshausena i wujem wielkiego mistrza Henryka Reuss von Plauena.
Do zakonu krzyżackiego wstąpił około 1434 roku. W pierwszych latach swojej kariery duchownej był kompanem komtura z Pokarmina, później kompanem wielkiego mistrza Paula von Rusdorfa. Karierę urzędniczą rozpoczął od funkcji wójta w Grabinach (1441–1442). W 1442 roku został przeniesiony na komturstwo w Kowalewie, a od 1447 roku był komturem w Gniewie.
Ludwig von Erlichshausen wybrany został wielkim mistrzem 21 marca 1450 roku.
Jako stronnik konserwatywnego skrzydła starszyzny zakonnej od początku silnie działał przeciw organizowaniu się samorządu stanów pruskich. Sprowadził do państwa zakonu krzyżackiego legata papieskiego Ludwika Pereza, którego zadaniem było zmuszenie Związku Pruskiego do uległości wobec zakonu. Debata polityczna zorganizowana w 1452 roku niczego jednak nie rozwiązała, a jej konsekwencją stało się odwołanie obu stron do Wiednia. Sąd cesarski z 1454 roku, którego rozstrzygnięcie było na rękę Krzyżakom, spowodował wybuch powstania w Prusach. Tajna Rada Związku Pruskiego wypowiedziała posłuszeństwo wielkiemu mistrzowi, zawiązała konfederację i poprosiła króla polskiego o pomoc. 6 marca 1454 Kazimierz IV Jagiellończyk wydał akt inkorporacji, który stał się pretekstem do wojny trzynastoletniej. W początkowym okresie konfliktu strona zakonna posiłkowana przez wojska zaciężne odnosiła zwycięstwa. Problemy finansowe zakonu podczas trwania działań wojennych spowodowały jednak, że Ludwig von Erlichshausen stał się więźniem własnej armii.
Wojska zaciężne na służbie wielkiego mistrza, które domagały się zapłaty żołdu dwukrotnie brały go na zakładnika. W konsekwencji doprowadziło to w 1457 roku do wygnania go z Malborka i sprzedaży zamku przez najemników królowi polskiemu. Po tym wydarzeniu von Erlichshausen przez krótki okres ukrywał się na Pomorzu, aby później z Gniewa przekraść się do Królewca. Tam w 1463 próbował jeszcze nieudanego kontruderzenia na Żuławy, które zakończyło się klęską zakonu w bitwie na Zalewie Wiślanym.
Po zakończeniu wojny trzynastoletniej i pokoju toruńskim z 1466 i utracie terytorium dużej części państwa zakonnego (Pomorze, ziemię chełmińską, Malbork i Elbląg), Ludwig von Erlichshausen nie opuszczał już Królewca. Zmarł na tamtejszym zamku, 4 kwietnia 1467 roku. Pochowany został w katedrze w Królewcu.